# Franciszek Jopkiewicz
Franciszek Jopkiewicz – żyjący na przełomie XVIII i XIX wieku burmistrz i rajca kielecki.
Po raz pierwszy notowany jako burmistrz w latach 1787–1788, następnie zaś od marca 1789 do kwietnia 1791 roku. Ponadto w latach 1788–1789 i roku 1791 wzmiankowany jak rajca. Był właścicielem folwarku, posiadał także dwa domy w Rynku i na ulicy Zatylnej. Zajmował się rolnictwem, był również sprzedawcą tytoniu w Kielcach. Często występował w roli świadka na ślubach znaczniejszych mieszkańców miasta. Mąż Katarzyny Cielińskiej (od 20 lutego 1775), Domicelli, następnie zaś Marianny Napierskiej (ślub wzięli 12 września 1810). Miał kilkoro dzieci.